# لوشه
لوشه گ‌ام‌ب‌ها (به آلمانی: Loesche GmbH) یک شرکت مهندسی آلمانی است که در سال ۱۹۰۶ در برلین تأسیس شد و اکنون در دوسلدورف مستقر است و آسیاب‌های غلتکی عمودی را برای کانه‌آرایی و آسیاب‌کردن زغال‌سنگ، مواد اولیه سیمان، سرباره دانه‌بندی‌شده، مواد معدنی صنعتی و سنگ‌های معدنی طراحی و تولید می‌کند. اکنون، بیش از ۴۰۰ نفر در آلمان و حدود ۸۵۰ نفر در سراسر جهان برای شرکت لوشه کار می‌کنند.